# EOS (Unternehmen)
Die EOS GmbH (Electro-Optical Systems) mit Hauptsitz in Krailling bei München ist ein Anbieter von Anlagen, Werkstoffen und Lösungen im Bereich der Lasersintertechnologie, einem generativen Fertigungsverfahren („3D-Druck“). Dieses Verfahren erlaubt die schnelle, flexible und kostengünstige Produktion von Bauteilen auf Basis von 3D-CAD-Daten. Die EOS GmbH hat maßgeblich zur Entwicklung und Verbreitung dieser Technologie beigetragen.

## Unternehmensgeschichte
1989 gründeten Hans J. Langer, zuvor European Manager bei General Scanning, und Hans Steinbichler die EOS GmbH in Gräfelfing in der Nähe von München mit dem Ziel, eine Stereolithografiemaschine nach den Vorgaben des Auftraggebers BMW zu bauen.

### Gründungsphase
Die Finanzierungsphase des Unternehmens, in der Kredite und Risikokapital für die Entwicklung der Maschine besorgt wurden, dauerte bis 1990 an. In diesem Jahr verkaufte Steinbichler seine Anteile an Langer. Das erste Stereolithografiesystem des Unternehmens wurde im Jahr 1991 fertiggestellt und unter dem Produktnamen STEREOS 400 ausgeliefert. Laut Langer übertraf das System die mit BMW vereinbarte Spezifikation bei weitem und BMW orderte bis 1995 noch vier weitere Stereolithografiemaschinen. Auch andere renommierte Unternehmen legten sich in dieser Zeit Stereolithografiesysteme von EOS zu, so z. B. Bertrandt (drei Systeme), Electrolux (zwei Systeme), Daimler und Fiat (je ein System). Dadurch war die EOS GmbH zwei Jahre nach ihrer Gründung profitabel.
In den folgenden Jahren entwickelte EOS weitere Stereolithografiemaschinen mit unterschiedlichen Bauraumvolumina und bemühte sich außerdem, die Qualität der Bauteile zu verbessern, indem es mit unterschiedlichen Lasertypen experimentierte, die eine höhere Konturpräzision in der X/Y-Ebene ermöglichen (Helium-Cadmium-, Argon- sowie Feststofflaser). In der Z-Richtung erreichten die Serienmaschinen Toleranzen von 100 µm, mit Modifikationen bis zu 50 µm. Parallel zur Weiterentwicklung der Maschinen wurden auch verschiedene Werkstoffe bezüglich ihrer Eignung für die Stereolithografie untersucht. Zuletzt bot EOS Epoxidharze der Hersteller DuPont und AlliedSignal an.

### Erforschung und Kommerzialisierung der Lasersintertechnologie
Finanziell abgesichert durch das gut laufende Stereolithografiegeschäft und eine Mehrheitsbeteiligung der Carl Zeiss AG begann EOS ungefähr 1991 das Selektive Lasersintern (SLS) zu erforschen und arbeitete an der Kommerzialisierung dieser Technologie. Das erste SLS-System von EOS, die EOSINT P350, war gleichzeitig das zweite solche System überhaupt weltweit und wurde 1994 erstmals ausgeliefert. Die erste SLS-Maschine überhaupt war die Sinterstation 2000 von DTM und kam 1992 auf den Markt.
Der offensichtlichste Unterschied zwischen Stereolithografie (SLA) und Lasersintern sind die eingesetzten Werkstoffe: die Stereolithografie arbeitet mit flüssigen Kunstharzen, die durch Bestrahlung mit einem Laser ausgehärtet werden, während beim Lasersintern ausschließlich pulverförmige Werkstoffe zum Einsatz kommen. Es gibt daher eine erheblich größere Anzahl an Materialien, die sich für das Lasersintern eignen, nämlich potentiell jedes Material, das zu einem Pulver verarbeitet werden kann und unter Hitzeeinwirkung seinen Aggregatzustand reversibel ändert. Außerdem bietet das Pulver dem entstehenden Bauteil oft genug Halt, so dass auf Stützstrukturen wie sie bei SLA nötig sind, verzichtet werden kann. Auch die Herstellung von beweglichen Teilen aus einem Stück – etwa einer Fahrradkette oder eines Balls in einem Ball – sind mit SLS möglich. Ein Nachteil des SLS ist, dass die mit dieser Technologie erzeugten Bauteile grundsätzlich eine rauere Oberfläche als per SLA erzeugte Bauteile aufweisen, was aber durch entsprechendes Finishing (z. B. Gleitschleifen) verbessert werden kann.
Aus der EOSINT P350 zum Sintern von Polyamidpulver wurde ein Prototyp für das Sintern von Formsand zur Herstellung von Gussformen abgeleitet, die EOSINT S350. Als Werkstoff wurden hierbei mit duroplastischem Kunststoff beschichtete Quarz- und Keramiksande verwendet. Während des Bauprozesses wird diese Beschichtung durch den Laser teilweise aufgeschmolzen und wirkt dann als Kitt zwischen den Sandpartikeln. Nach dem Aushärten verformt sich der Kunststoff nicht mehr, so dass das entstandene Bauteil auch unter erneuter Hitzeeinwirkung seine Form behält.
1995 wurde die erste serienmäßige Sandmaschine, die EOSINT S700, mit einem mehr als doppelt so breiten Baufeld wie der Prototyp S350 eingeführt. Um die Schichtzyklusdauer dieser Maschine zu begrenzen, wurde sie als erstes System weltweit mit zwei Laser-Scanner-Einheiten ausgestattet. Die Prozesssoftware der Maschine teilt das insgesamt 720 × 380 mm große Baufeld in zwei gleich große, quadratische Felder (380 × 380 mm) mit einer Überlappung von 40 mm in der Mitte auf. Jede der beiden Laser-Scanner-Einheiten belichtet nur eines der beiden Felder. Die Überlappung ist nötig damit Teile, die sich über beide Felder erstrecken, keine Schwachstellen an der Baufeldgrenze aufweisen. Die EOSINT S700 war das erste System weltweit, das diese Doppelkopfstrategie einsetzte.
Der erste Prototyp zum Sintern von Metall, die EOSINT M160, wurde 1994 fertiggestellt. Das erste Serienprodukt der Metall-Produktlinie war die 1996 eingeführte EOSINT M250. Im Gegensatz zu den Lasersinteranlagen anderer Hersteller, die Metallteile durch das Versintern von mit Bindemittel beschichteten Metallpartikeln erzeugten (ähnlich dem zuvor mit Formsand beschriebenen Verfahren), arbeitete die M250 nach einem 1989 von Electrolux Rapid Development (ERD) patentierten und durch EOS exklusiv lizenzierten Verfahren namens Direct Metal Laser Sintering (DMLS). Bei diesem Verfahren wird ein Metallpulver verwendet, das aus zwei verschiedenen Metallkomponenten besteht (z. B. Bronze und Nickel), die sich beim Schmelzen zu einer Legierung mit insgesamt höherer Dichte als die Ursprungskomponenten in festem Aggregatzustand verbinden. Dadurch schrumpft das Material in ungefähr gleichem Maße wie es sich durch die Erwärmung ausdehnt. Es kommt bei diesem Verfahren also keinerlei Sinterhilfe oder Bindemittel zum Einsatz, daher der Name Direct Metal Laser Sintering.
Ab 2002 entwickelte EOS in Kooperation mit dem Maschinenhersteller Trumpf ein Verfahren zum selektiven Laserschmelzen. Laserschmelzen unterscheidet sich von DMLS dadurch, dass statt eines mehrkomponentigen Pulvers ein nur einkomponentiges Pulver (z. B. Edelstahl) eingesetzt wird. Dies eröffnet einerseits neue Anwendungsgebiete, schränkt aber außerdem die erreichbaren Bauteilgenauigkeiten sowie die Oberflächenqualität im Vergleich zu DMLS ein.

### Verkauf der Stereolithografiesparte
Zwischen 1993 und 1994 hatte EOS' stärkster Mitbewerber auf dem Stereolithografiemarkt, das US-amerikanische Unternehmen 3D Systems, mehrere Patentverletzungsklagen gegen die EOS GmbH angestrengt. Die folgenden Gerichtsverfahren erstreckten sich über mehrere Jahre und bedeuteten für beide Unternehmen eine ernstzunehmende finanzielle Belastung, die sie sowohl in der Erforschung der Technologie als auch der Entwicklung des Marktes hemmte. Vermutlich infolge dieser andauernden Patentstreitigkeiten und der damit einhergehenden Unsicherheiten für die Zukunft des Unternehmens, entschied sich Zeiss 1997 für den Ausstieg aus dem Rapid-Prototyping-Geschäft. Zeiss suchte darum nach einem Käufer für seine EOS-Anteile und stand diesbezüglich in Verhandlungen mit 3D Systems. Um den Verkauf an 3D Systems zu verhindern, nutzte Langer sein vertraglich garantiertes Vorkaufsrecht und kaufte zusammen mit einer Gruppe von Investoren 75,1 % der Anteile von Zeiss zurück.
Im selben Jahr handelte Langer ein Lizenzabkommen mit 3D Systems aus, das den andauernden Rechtsstreit beider Parteien beilegte. Das Abkommen sah vor, dass EOS die weltweiten und exklusiven Nutzungsrechte an allen 3D Systems Patenten erhält, diese aber nur im Bereich des Lasersinterns anwenden dürfte. Im Gegenzug veräußerte EOS sein Stereolithografiegeschäft zu einem Kaufpreis von circa $3,25 Mio. an 3D Systems. Zusätzlich zum Kaufpreis erhielt EOS die Kaufoption auf 150.000 Aktien von 3D Systems zu $8,00 pro Aktie. Bis zum Verkauf der Sparte war EOS das einzige Unternehmen weltweit, das sowohl Stereolithografie- als auch Lasersinteranlagen baute.

### Patentstreitigkeiten
In den folgenden Jahren sah EOS seine zum Teil von 3D Systems lizenzierten, zum Teil eigenen Patente durch die Produkte der Firma DTM verletzt. Nachdem Verhandlungen zu Unterlassung und Schadenersatz sowie später zur Übernahme DTMs durch EOS gescheitert waren, versuchte EOS ab Dezember 2000 seine Ansprüche gerichtlich durchzusetzen.
Im August 2001 übernahm jedoch 3D Systems die Firma DTM, so dass sich die Klage nun gegen 3D Systems und somit den Eigentümer der meisten Patente richtete. Der Zusammenschluss der beiden US-Unternehmen wurde durch das amerikanische Kartellamt, das Department of Justice Antitrust Division (DOJ), nur unter der Auflage genehmigt, dass 3D Systems entweder seine Stereolithografie- oder seine durch den Zukauf von DTM erworbenen Lasersinterpatente an andere Wettbewerber lizenziert.
Im Februar 2004 legten die beiden Unternehmen ihre Streitigkeiten bei und vereinbarten eine Kreuzlizenzierung ihrer Patente. Außerdem wurde vereinbart, dass EOS für den Verkauf bestimmter Lasersinteranlagen in den USA Tantiemen an 3D Systems zahlt.

### Systeme und Lösungen für die Additive Fertigung mit Metallen und Polymeren
Nach Rapid-Prototyping sind viele industrielle und medizinische Anwendungsfelder für Additive Fertigungsverfahren entstanden, die unterschiedliche Anforderungen an die verfügbaren Materialien und Produktionsprozesse stellen. EOS entwickelt daraufhin industrie- und kundenspezifische Lösungen für die Additive Fertigung, insbesondere Anlagen für den industriellen 3D-Druck, Werkstoffe im Polymer- und Metallbereich sowie dazugehörige Prozessparameter.
Seit 2016 gehört mit der Sparte „Additive Minds“ auch eine Beratungsdienstleistung zum Portfolio, die Kunden hinsichtlich der Einsatzmöglichkeiten von industriellem 3D Druck für ihre Branche und Produkte berät.
Beispiele zur Prozessentwicklung:
Ab 2002 entwickelte EOS in Kooperation mit dem Maschinenhersteller Trumpf ein Verfahren zum selektiven Laserschmelzen. Laserschmelzen unterscheidet sich von DMLS dadurch, dass statt eines mehrkomponentigen Pulvers ein nur einkomponentiges Pulver (z. B. Edelstahl) eingesetzt wird. Dies eröffnet einerseits neue Anwendungsgebiete, schränkt aber außerdem die erreichbaren Bauteilgenauigkeiten sowie die Oberflächenqualität im Vergleich zu DMLS ein.
2006 führte EOS das weltweit erste Kunststoffpulver (PA 2210 FR) mit Flammschutz zum Lasersintern ein.
Ab 2006 entwickelt EOS zusammen mit dem in Chemnitz ansässigen Unternehmen 3D-Micromac AG eine Technologie, die sich Mikrolasersintern nennt und Bauteilpräzisionen im unteren Mikrometerbereich ermöglicht. Die Schichtstärken liegen bei dieser Technologie zwischen 1 µm und 5 µm, der Laserfokus bei 30 µm. Der Bauraum existierender Mikrolasersinteranlagen ist 57 mm im Durchmesser (rund) und 30 mm hoch. Die Anwendungen für solche hochpräzisen, aber kleinen Metallbauteile liegen in der Medizintechnik, der chemischen und pharmazeutischen Industrie sowie in der Mikrosystemtechnik.

## Umsatz- und Personalentwicklung
| Jahr | Umsatz (Mio. €)     | Mitarbeiter weltweit | Quelle(n)     |
| ---- | ------------------- | -------------------- | ------------- |
| 1995 |                     | 80                   | [ 9 ]         |
| 2002 | 40                  | 130                  | [ 6 ]         |
| 2003 | 38                  | 157                  | [ 32 ]        |
| 2004 | 44                  | 172                  | [ 32 ]        |
| 2005 | 48                  | 187                  | [ 32 ]        |
| 2006 | 52                  | 207                  | [ 32 ]        |
| 2007 | 60                  | 250                  | [ 20 ] [ 32 ] |
| 2008 | 70                  | 280                  | [ 32 ]        |
| 2009 | 60                  | 300                  | [ 32 ]        |
| 2010 | 64                  | 330                  | [ 7 ] [ 32 ]  |
| 2011 | etwa 91 ($124 Mio.) | etwa 400             | [ 8 ]         |
| 2012 | 108                 | etwa 500             | [ 33 ]        |
| 2013 | 130                 | etwa 570             | [ 34 ]        |
| 2014 | 170                 | etwa 600             | [ 35 ]        |
| 2015 | 260                 | etwa 750             | [ 36 ]        |
| 2016 | 317                 | 930                  | [ 37 ]        |
| 2017 | 345                 | 1000                 | [ 38 ]        |
| 2018 | 344,5               | 1.263                | [ 39 ]        |
| 2019 | 361,6               | 1.326                | [ 39 ]        |
| 2020 | 275,6               | 1.334                | [ 40 ]        |
| 2021 | 318,6               | 1.289                | [ 40 ]        |
| 2022 | 360,3               | 1.420                | [ 2 ]         |

1990 zog das Unternehmen von Gräfelfing in den Nachbarort Planegg und 2002 in den aktuellen Hauptsitz nach Krailling. Im November 2012 begann es in Krailling mit dem Bau eines Technologie- und Kundenzentrums.
Zum 25-jährigen Firmenjubiläum wurde 2014 das neue Technologie- und Kundenzentrum in Krailling eingeweiht, das rund 300 Mitarbeitern Platz bietet. Der Technikbereich mit „Gläserner Fabrik“, ist mit Konferenz- und Schulungsräumen, Werkstatträumen und Labors ausgestattet.
2017 eröffnet das Unternehmen auf einem ehemaligen Druckereigelände in Gernlinden, einem Ortsteil der oberbayerischen Gemeinde Maisach, eine Produktionsstätte. Das 9000 Quadratmeter große Areal dient als Produktionsstätte für bis zu 1000 industrielle 3D-Druck Systeme pro Jahr.
2018 wird in Düsseldorf ein Innovation Center für Beratungs- und Schulungsangebot eingeweiht.

## Inhaberstruktur
Der einzige Anteilseigner der EOS GmbH ist laut dem Amtsgericht München nach der Liste der Übernehmer vom 14. Oktober 2013 die EOS Holding AG. Aktionäre der Gesellschaft sind laut Daten Creditreform zu 52,96 % die Life Interest Beteiligungs GmbH, zu 38,08 % die LHUM Vermögensverwaltungs GmbH und zu 8,96 % Hella Langer. Beide Gesellschaften sind Vermögensgesellschaften und zu 100 % im Besitz von Mitgliedern der Familie Langer.

## Systeme
Im Folgenden sind einige Systeme von EOS aufgeführt.
| Modell                | Technologie | Materialklasse | Markteinführung | noch erhältlich? | Besonderheiten/Neuerungen |
| --------------------- | ----------- | -------------- | --------------- | ---------------- | --- |

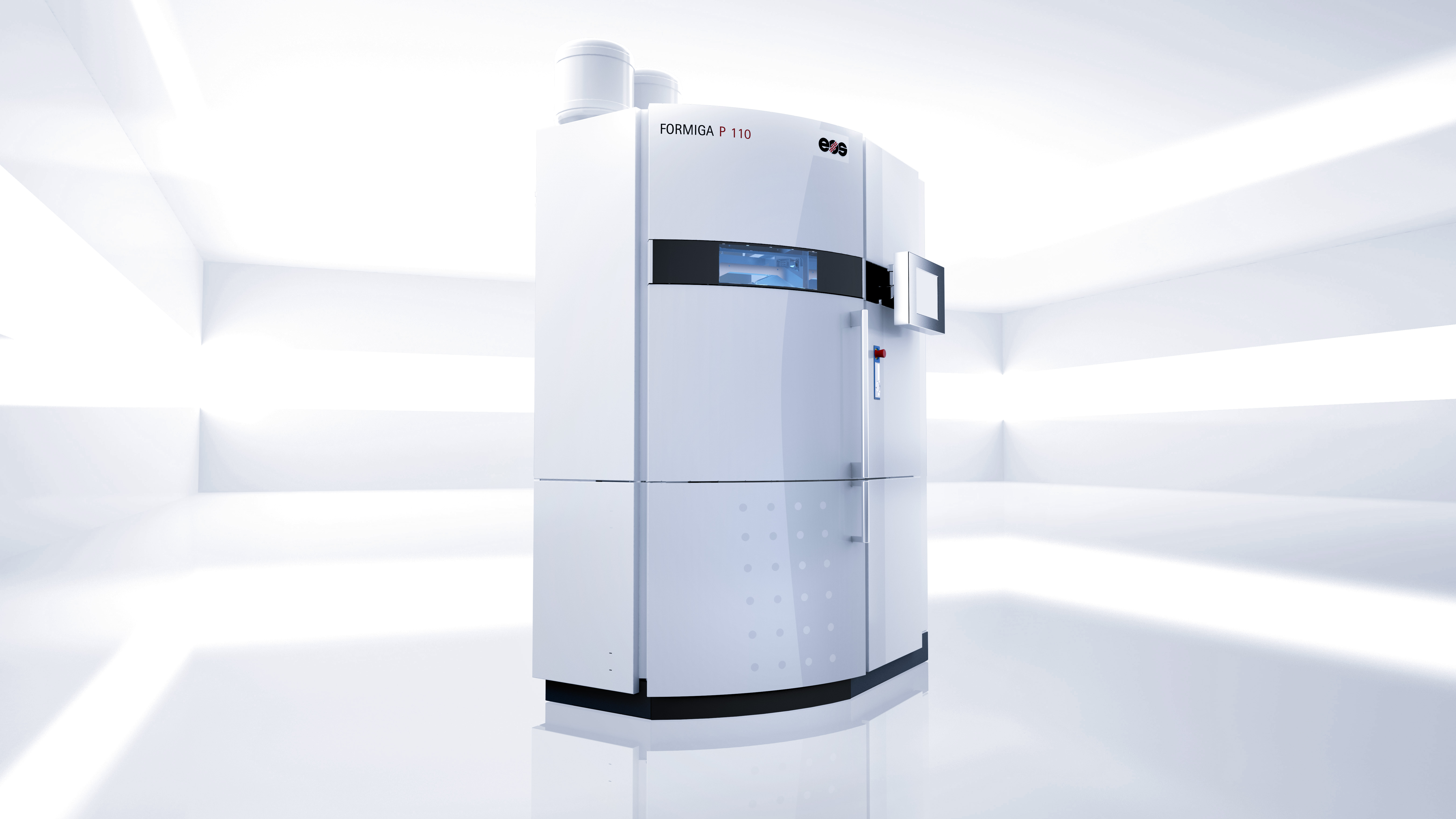
EOS FORMIGA P 110

| FORMIGA P 110 Velocis | SLS         | Polymere       | 2018            | ja               | - Bauvolumen: 200 mm × 250 mm × 330 mm - CO₂-Laser, 30 W - Präziser Laser mit kleinem Fokusdurchmesser für Wandstärken von weniger 0,5 Millimeter - Derzeit 9 verfügbare Kunststoffwerkstoffe und 10 Material/Schichtstärken-Kombinationen |
| EOS P 810             | SLS         | Polymere       | 2018            | nein             | - Bauvolumen: 700 mm × 380 mm × 380 mm - CO₂-Laser, 2 × 70 W - Hochtemperatur-System für die Serienfertigung von anspruchsvollen Kunststoff-Verbundteilen für die Luftfahrt-, Elektronik- und Mobilitätsindustrie - Optimiert für die Verarbeitung von HT-23-Material |
| EOS P 500             | SLS         | Polymere       | 2017            | ja               | - Bauvolumen: 500 mm × 330 mm × 400 mm - CO₂-Laser, 2 × 70 W - Betriebstemperaturen bis zu 250 °C - Automatisierbare Fertigungsplattform zum Laser-Sintern - Optisches und thermisches Monitoring ermöglichen eine Prozessüberwachung, die den Ansprüchen der Luft- und Raumfahrt- sowie der Automobilindustrie gerecht wird |
| EOS P 770             | SLS         | Polymere       | 2016            | ja               | - Bauvolumen: 700 mm × 380 mm × 580 mm - CO₂-Laser, 2 × 70 W - Produktionsvolumen von über 150 l - Zehn verfügbare Kunststoffwerkstoffe und 18 Material/Schichtstärken-Kombinationen - Optimale Abkühl-Bedingungen durch integrierte CoolDown Station erzeugen höchste Bauteilqualität |
| EOS M 400-4           | DMLS        | Metalle        | 2016            | ja               | - Bauvolumen: 400 mm × 400 mm × 400 mm - Yb-Faserlaser; 4 × 400 W - Vier Laser für mehr Produktivität - Hohe Aufbaurate von bis zu 100 cm³ pro Stunde - Breites Werkstoffportfolio: von Leichtmetallen über Edel- und Werkzeugstähle bis hin zu Superlegierungen - Erfüllt alle Anforderungen für den Einsatz in industriellen Produktionsumgebungen |
| EOS M 100             | DMLS        | Metalle        | 2015            | nein             | - Bauvolumen: ⌀ 100 mm × 95 mm (rundes Baufeld) - Yb-Faserlaser, 200 W - Kartuschensystem für schnellen Materialwechsel - Einsteigermodell in die Additive Fertigung mit Metallen - Hohe Detailauflösung für komplexe, filigrane Bauteile - Schnelle und wirtschaftliche Produktion auch niedriger Stückzahlen |
| EOS M 400             | DMLS        | Metalle        | 2014            | ja               | - Bauvolumen: 400 mm × 400 mm - Yb-Faserlaser, 1 kW - Modulare Plattform: Rüst- und Auspackstation sind optional - Kameraüberwachung des Baufelds - Beschichtung abwechselnd von links/rechts; dadurch reduzierte Bauzeit |
| EOS M 080             | DMLS        | Metalle        | 2014            | nein             | - Bauvolumen: ⌀ 80 mm × 95 mm (rundes Baufeld) - Yb-Faserlaser, 100 W - Kartuschensystem für schnellen Materialwechsel |
| EOS M 290             | DMLS        | Metalle        | 2014            | ja               | - Bauraummaße: 250 mm × 250 mm × 325 mm - Yb-Faserlaser, 400 W - Umfangreiches Monitoring - Intuitive Software - Weniger Filterwechsel und lange Lebensdauer dank Umluftfiltersystem mit automatischer Selbstreinigungsfunktion |
| EOS P 396             | SLS         | Polymere       | 2013            | nein             | - Bauraummaße: 340 mm × 340 mm × 600 mm - typischer Bauauftrag verbraucht rund 38 % weniger Strom und ist um 32 % schneller als das Vorgängermodell - mittleren Bauvolumenbereich für die werkzeuglose Fertigung von Serienbauteilen, Ersatzteilen, Funktionsprototype - niedrigere Kosten pro Baujob |
| FORMIGA P 110         | SLS         | Polymere       | 2012            | nein             | - Bauraummaße: 200 mm × 250 mm × 330 mm - 4-Kanal-Heizung - Punktpyrometer - externer Stickstoffanschluss - verbesserte Prozessstabilität & Reproduzierbarkeit |
| EOSINT M 280          | DMLS        | Metalle        | 2010            | nein             | - Faserlaser, 200 W oder 400 W (Option) - Laser Power Monitoring - optimiertes Gas Management - Kann zwischen zwei unterschiedlichen Schutzgasatmosphären umschalten (Argon & Stickstoff) |
| EOSINT P 760          | SLS         | Polymere       | 2009            | nein             | - Doppelkopf-System (zwei Laser, die gleichzeitig belichten) - CO2-Laser, 2 × 50 W - Bauraummaße: 700 mm × 380 mm × 580 mm - Surface-Modul für verbesserte Oberflächenqualität - Online Laser Power Monitoring (Überwachung der Laserleistung) - Flash-Recoating (schnelleres Schichtauftragen) |
| EOSINT P 395          | SLS         | Polymere       | 2009            | nein             | - Bauraummaße: 340 mm × 340 mm × 620 mm - Surface-Modul für verbesserte Oberflächenqualität - verbesserte Beschichtungseinheit |
| EOSINT P 800          | SLS         | Polymere       | 2007            | nein             | - Doppelkopf-System (zwei Laser, die gleichzeitig belichten) - CO2-Laser, 2 × 50 W - Bauraummaße: 700 mm × 380 mm × 560 mm - Hochtemperaturmaschine zur Verarbeitung von Polymeren bei bis zu 385 °C - Online Laser Power Monitoring (Überwachung der Laserleistung) |
| FORMIGA P 100         | SLS         | Polymere       | 2006            | nein             | - CO2-Laser, 30 W - Bauraummaße: 200 mm × 250 mm × 330 mm - Günstigstes Modell, aber nur unwesentlich langsamer als die P390 - Kann filigrane Bauteile bis 0,4 mm Wandstärke bauen - Passt durch eine normale Tür (1067 mm Breite) – dadurch ist die Aufstellung in normalen Räumlichkeiten möglich. |
| EOSINT P 730          | SLS         | Polymere       | 2006            | nein             | - Doppelkopf-System (zwei Laser, die gleichzeitig belichten) - CO2-Laser, 2 × 50 W - Bauraummaße: 700 mm × 380 mm × 580 mm - schnellere Bauzeiten |
| EOSINT P 390          | SLS         | Polymere       | 2006            | nein             | - CO2-Laser, 50 W - Bauraummaße: 340 mm × 340 mm × 620 mm - schnellere Bauzeiten |
| EOSINT M 270 Dual     | DMLS        | Metalle        | ?               | nein             | - Kann zwischen zwei unterschiedlichen Schutzgasatmosphären umschalten (Argon & Stickstoff) - Laser Power Monitoring |
| EOSINT M 270          | DMLS        | Metalle        | 2004            | nein             | - 250 mm × 250 mm × 215 mm - Faserlaser - Erstes kommerzielles DMLS-System mit einem Faserlaser |
| EOSINT P 385          | SLS         | Polymere       | 2004            | nein             | - höhere Präzision in der Z-Achse |
| EOSINT P 380i         | SLS         | Polymere       | 2004            | nein             | - Bauraummaße: 350 mm × 350 mm × 625 mm - neue Elektrik- und Maschinensicherheitskonzepte - überarbeitetes Design |
| EOSINT S 750          | SLS         | Sande          | 2003            | nein             | - CO2-Laser, 2 × 100 W - Bauraummaße: 720 mm × 380 mm |
| EOSINT P 380          | SLS         | Polymere       | 2001            | nein             | - Bauraummaße: 350 mm × 350 mm × 625 mm - schnellere Bauzeiten |
| EOSINT P 700          | SLS         | Polymere       | 2000            | nein             | - Doppelkopf-System (zwei Laser, die gleichzeitig belichten) - CO2-Laser, 2 × 50 W |
| EOSINT P 360          | SLS         | Polymere       | 1999            | nein             | |
| EOSINT M 250 Xtended  | DMLS        | Metalle        | 1998            | nein             | - CO2-Laser |
| STEREOS 400 MAX       | SLA         | Epoxidharze    | 1996            | nein             | |
| STEREOS 600 MAX       | SLA         | Epoxidharze    | 1995            | nein             | - Wechselbehälter (Wanne wechselbar für schnelle Materialwechsel) - Wischerblatt auswechselbar - Neuartiges Beschichtungsverfahren: Normalerweise wird das Bauteil durch Absenken der Bauplattform um mehr als eine Schichtstärke mit flüssigem Harz bedeckt und dann soweit zurückgefahren, dass es nur noch eine Schichtstärke unter der Oberfläche liegt. Der Wischer zieht dann überschüssiges Harz ab und macht die Oberfläche gleichmäßig. Die STEREOS MAX 600 hat im Gegensatz zu diesem Verfahren direkt nur eine Schicht abgesenkt und den Harz über Düsen im Wischer auf das Bauteil aufgebracht, was zu schnelleren Schichtzyklen führte. |
| EOSINT S700           | SLS         | Sande          | 1995            | nein             | - CO2-Laser, 2 × 50 W - Bauraummaße: 720 mm × 380 mm × 400 mm - Erste Doppelkopfmaschine der Welt - Weltweit erstes Lasersinter-System zur Herstellung von Gussformen/-kernen aus Gießereisand im sogenannten „Direct Croning Process“ (DCP) |
| EOSINT S350           | SLS         | Sande          | 1995            | nein             | - Auf Grundlage der P350 zur Verarbeitung von Gießereisanden entwickelt - Nur ein Prototyp hergestellt (danach S700) |
| EOSINT M250           | DMLS        | Metalle        | 1995            | nein             | - CO2-Laser, 100 W |
| EOSINT M160           | DMLS        | Metalle        | 1994            | nein             | |
| EOSINT P350           | SLS         | Polymere       | 1994            | nein             | - CO2-Laser - Bauraummaße: 340 mm × 340 mm × 590 mm - Weltweit zweites Lasersinter-System zur Herstellung von Kunststoffprototypen - Erstes solches System von einer europäischen Firma |
| STEREOS 600           | SLA         | Epoxidharze    | 1992            | nein             | - Festkörperlaser - 600 mm Wanne |
| STEREOS 400           | SLA         | Epoxidharze    | 1991            | nein             | - Argon-Laser - 400 mm Wanne |
| STEREOS 250           | SLA         | Epoxidharze    | ?               | nein             | - Helium-Cadmium-Laser - 250 mm Wanne |

## Preise/Auszeichnungen
- 2018
  - Bayerns Best 50[64][65]
- 2017
  - Hans J. Langer wird in die „TCT Hall of Fame“ für 3D-Druck aufgenommen[66][67]
  - Beratungssparte „Additive Minds“ erhält Award „Best of Consulting Mittelstand“ sowie Sonderpreis Innovation[68][69]
- 2016
  - Wirtschaftspreis des Landkreises Starnberg[70]
  - Hans J. Langer erhält SME Additive Manufacturing Industry Achievement Award[71][72]
- 2015
  - Game Changer Award des Manager Magazin Bain & Company, Kategorie „Challengers“[73]
- 2013
  - Innovator des Jahres[74]
- 2011
  - Bayerns Best 50[75]

- 2010
  - Bayerns Best 50